# حومه تورناوو
«حومه تورناوو» (انگلیسی: The Surrender of Tournavos) یک فیلم صامت و کوتاه فرانسوی به کارگردانی ژرژ ملی‌یس است که در سال ۱۸۹۷ منتشر شد.